# 탑산사명 동종
탑산사명 동종(塔山寺銘 銅鍾)은 대한민국 전라남도 해남군 대흥사에 있는, 고려시대의 종이다. 1963년 1월 21일 대한민국의 보물 제88호로 지정되었다.
높이 79cm, 입지름 43cm의 종으로 신라 형식을 계승하면서 고려시대에 새로 나타난 특징들을 잘 보여준다.
종의 몸체에 새겨진 글과 조각 양식으로 보아 종의 제작시기는 고려 명종 3년(1173)이나 고려 고종 20년(1223)으로 추정된다.

## 개요
고려 시대 만들어진 높이 79cm, 입지름 43cm의 종으로 신라 형식을 계승한 전통적인 모습에 고려후기에 새로 나타난 특징들을 잘 보여주는 대표적인 작품이다.
종 꼭대기에는 소리의 울림을 도와주는 용통이 있고, 매다는 곳인 용뉴에는 여의주를 물고 있는 용이 사실적으로 표현되었다. 어깨부분에는 연꽃으로 띠를 둘렀고, 그 아래는 덩굴무늬를 새겼다. 사각형의 연곽(蓮廓) 안에는 가운데가 돌출된 연꽃을 9개 두었는데, 신라 때의 연꽃봉우리보다 훨씬 납작해져 도안화된 모습이다.
종의 몸체에는 삼존상을 장식하였고, 그 아래쪽에 새겨진 종의 제작시기는 고려 명종 3년(1173)이나 고려 고종 20년(1223)으로 추정된다.
전체 형태는 상원사 동종을 연상시킬 만큼 아름다운 선을 갖고 있으며, 용뉴와 문양의 세부가 뛰어난 고려시대 범종 중에서도 비교적 대형에 속하는 걸작이다.

## 같이 보기
- 장흥 탑산사지 석등 - 전라남도 문화재자료 제196호

## 참고 문헌
- 탑산사명 동종 - 국가유산청 국가유산포털